# ایمی پاسکال
ایمی پاسکال (انگلیسی: Amy Pascal؛ زادهٔ ۲۵ مارس ۱۹۵۸) اهالی کسب‌وکار، و کارآفرین اهل ایالات متحده آمریکا است.
از فیلم‌هایی که وی در آن‌ها نقش داشته است، می‌توان به ستاره‌هایی در فیلم‌های کوتاه اشاره نمود.